# Michel Salesse
Pour les articles homonymes, voir Salesse.
Michel Salesse, né le 3 janvier 1955 à Alger, est un escrimeur français, membre de l'équipe de France d'épée qui fut à plusieurs reprises médaillé aux Jeux olympiques et aux Championnats du monde. 

## Biographie
Devenu maître d'armes en 1980, Michel Salesse est nommé entraîneur national de l'épée feminine de 1985 à 1996. Durant cette période, ces épéistes remporte de nombreuses médailles, aux championnats du monde et obtient les médailles d'or, Laura Flessel, et d'argent par Valérie Barlois des Jeux olympiques de 1996 à Atlanta, l'équipe de France remportant également l'or par équipe avec Laura Flessel, Valérie Barlois et Sophie Moressée-Pichot (remplaçante Sangita Tripathi).
Il est ensuite CTR (conseiller technique régional) de midi Pyrénées de 2009 à 2012, puis directeur des équipes de France à la Fédération française d'escrime de 2013 à 2016.
Il est licencié depuis 2006 à la section Paloise.

## Palmarès

### Jeux olympiques
- Médaille d'or en épée par équipe aux Jeux olympiques d'été de 1980 aux côtés de Philippe Boisse, Hubert Gardas, Philippe Riboud et Patrick Picot
- Médaille d'argent en épée par équipe aux Jeux olympiques d'été de 1984 aux côtés de Philippe Boisse, Jean-Michel Henry, Olivier Lenglet et Philippe Riboud

### Championnats du monde
- Champion du monde en épée par équipe en 1982 aux côtés de Olivier Lenglet, Philippe Riboud et Philippe Boisse.
- Champion du monde en épée par équipe en 1983 aux côtés de Olivier Lenglet, Jean-Michel Henry et Philippe Boisse.